# Basilica Ilariana

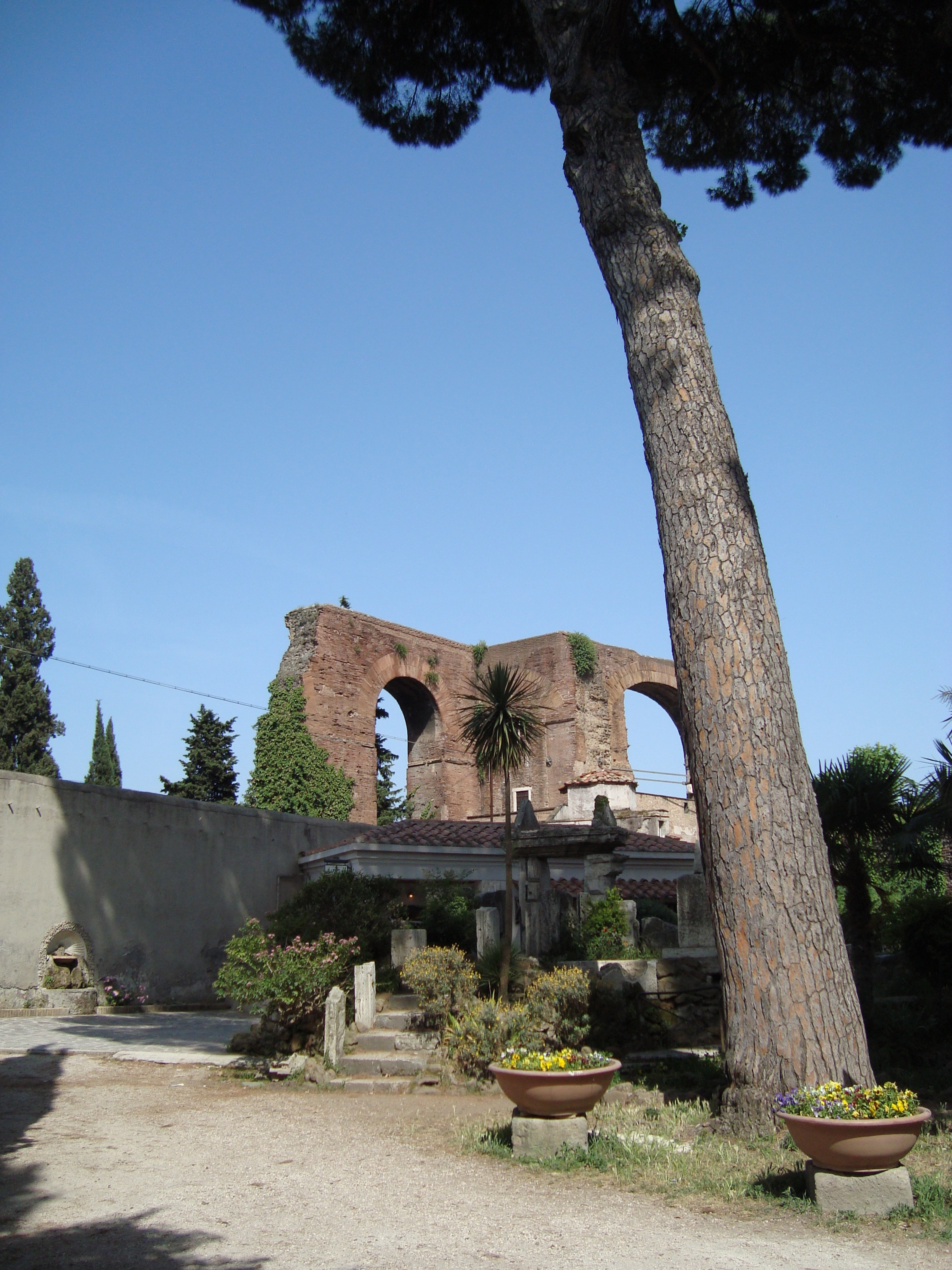
Resti della Basilica Ilariana.

La Basilica Ilariana (in latino Basilica Hilariana) è un'antica basilica romana situata dove oggi si trova il cortile interno del Policlinico militare Celio, nell'omonimo rione, in Largo della Sanità militare.

## Storia

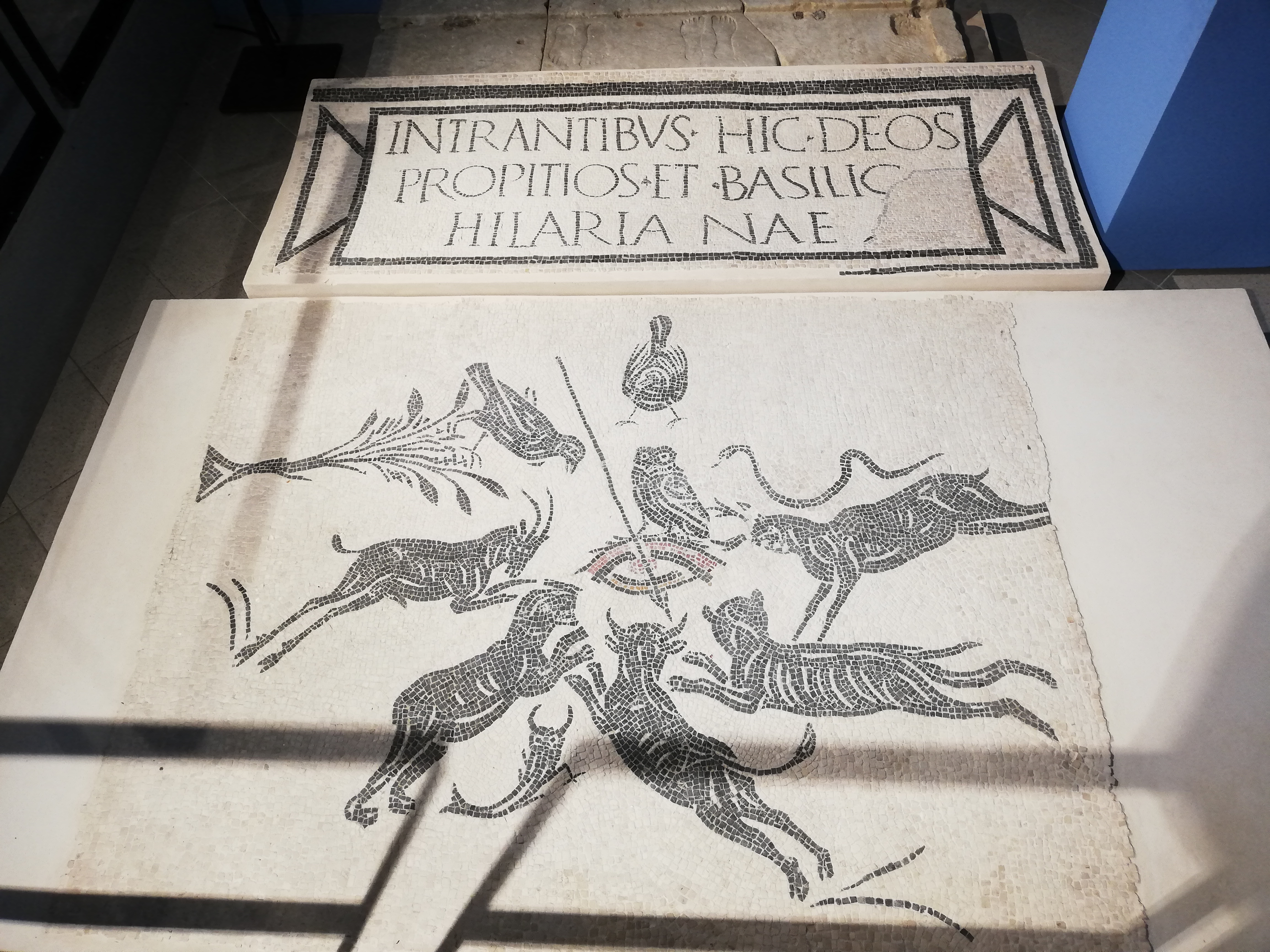
Mosaico beneaugurante per la basilica e chi vi accedeva, oggi alla Centrale Montemartini.

Il complesso della basilica era già stato parzialmente identificato nel 1889, ma fu scavato su larga scala solo tra il 1987 e il 1989 e fu infine completamente rivelato nel 1997, durante i lavori di ristrutturazione dell'ospedale. La basilica, che risale al periodo antonino (II secolo), fu identificata come luogo di culto per Cibele e Attis e come sede del collegio dei dendrofori (in latino Collegium dendrophorum Matris deum magnae et Attidis), nome con cui erano noti i lavoratori che trasportavano tronchi d'albero nei fiumi, i quali utilizzavano lo spazio anche per i loro servizi religiosi. È stato finanziato e dedicato da un ricco mercante e magister a vita del collegio chiamato Manio Publicio Ilario, come mostrato da una base con un'iscrizione a lui dedicata e un busto, probabilmente il suo ritratto, rinvenuto all'interno.
La forma originale era caratteristica dei templi scolastici, a noi nota attraverso i vari esempi di Ostia antica, caratterizzata da un cortile centrale attorno al quale erano disposti i vari uffici necessari per la gestione della scuola. La strada, che correva ad un livello superiore rispetto al livello del pavimento della basilica, era raggiunta attraverso una piccola scala nella sala, pavimentata con un mosaico figurativo (in seguito all'Antiquarium comunale del Celio e poi alla Centrale Montemartini), una rappresentazione contro la sfortuna costituita da alcune figure di animali disposte attorno a un occhio umano trafitto da una lancia. Nel vaso quadrato che era in questo cortile, probabilmente si trovava il pino sacro di Cibele o Attis (in latino Arbor Sancta), che veniva portato in processione una volta all'anno dai dendrofori in onore della divinità, un rituale che si ritiene promuova la fertilità e la rigenerazione del ciclo di vita.
La basilica aveva un piano superiore, di cui non rimane nulla. Il complesso fu ampiamente rinnovato nel III secolo, quando la vista dello spazio del patio (con un mosaico geometrico in bianco e nero) era limitata alle stanze che lo fiancheggiavano. Dal IV secolo in poi, quando il monumento era probabilmente ancora sede dei dendrofori, alcune stanze furono occupate da officine in una lavanderia - tintoria. Quest'ultima invase le aree dell'edificio (mentre altre furono abbandonate) nel V secolo, quando, con ogni probabilità, il complesso fu confiscato ai dendrofori e il loro uso fu proibito. L'abbandono definitivo avvenne nel VI secolo.
Poiché le rovine si trovano in un'area militare, per visitarle è necessaria l'autorizzazione.